# Instituto de Investigaciones Biomédicas (UNAM)
El Instituto de Investigaciones Biomédicas (IIB) es una dependencia de la Universidad Nacional Autónoma de México (UNAM) creada en el año 1941. Pertenece al Subsistema de la Investigación Científica. 
Actualmente cuenta con dos sedes, una en el circuito escolar y otra, en el tercer circuito exterior de Ciudad Universitaria.

## Misión
Su misión es el estudio de fenómenos biológicos y biomédicos en los niveles molecular, bioquímico, celular, organísmico y poblacional para contribuir con este conocimiento al progreso científico, la enseñanza y la divulgación científica en el país con miras a un desarrollo mundial saludable.

## Organización
El Instituto está organizado en 4 departamentos, Biología Celular y Fisiología (BCyF), Biología Molecular y Biotecnología (BMyB), Inmunología (Inm) y Medicina Genómica y Toxicología Ambiental (MGTA). Con objeto de vincularse con el Sector Salud, el Instituto ha establecido Unidades Académicas Periféricas en diversas instituciones hospitalarias, la del Instituto Nacional de Pediatría fundada en 1981, la del Instituto Nacional de Cancerología creada en 1986, la del Instituto Nacional de Ciencias Médicas y Nutrición Salvador Zubirán en 1995, y la más reciente en el Instituto Nacional de Neurología y Neurocirugía Manuel Velasco Suárez en 2011.
En el año 2020, el instituto contó con 91 investigadores, 3 investigadoras Conacyt, 83 técnicos académicos y 23 becarios.